# Le Secret Halidon
Le Secret Halidon (The Cry of the Halidon) est un roman d'espionnage de l'écrivain américain Robert Ludlum, publié initialement en 1974 sous le pseudonyme de Jonathan Ryder.
Le roman est traduit et publié en 1998 en France.

## Résumé
Le géologue Alex McAuliff est engagé par une multinationale, la Dunstone, pour conduire une expédition de prospection en Jamaïque. Il apprend bientôt qu'une première équipe envoyée par la même société a été décimée. 
Approché par le MI6, McAuliff décide de partir à peine arrivé, car la sécurité de son équipe est menacée par une mystérieuse société secrète dont seul le nom est connu : Halidon. Seul dans la jungle, entouré d'ennemis, McAuliff va devoir se dépasser pour survivre.